# Canal Sarmiento

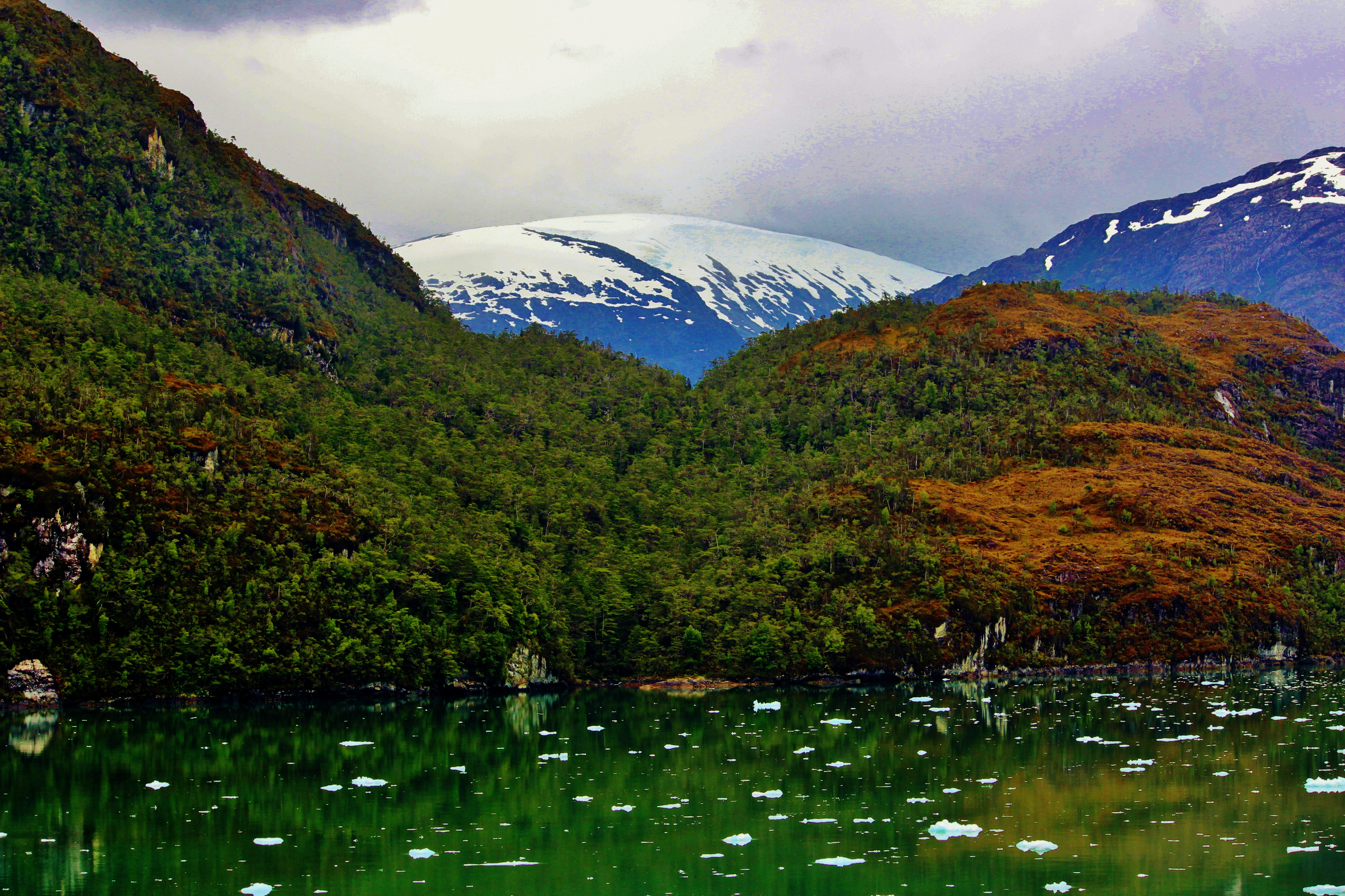
Canal Sarmiento.

El canal Sarmiento es un canal patagónico principal, longitudinal, de la Patagonia chilena. Es la continuación hacia el sur de la angostura Guía. Está ubicado en la XII Región de Magallanes y de la Antártica Chilena. Este canal era navegado por el pueblo kawésqar desde hace aproximadamente 6.000 años hasta fines del siglo XX, pues habitaban en sus costas.
Su nombre es un homenaje al marino español don Pedro Sarmiento de Gamboa que navegó esos parajes en los años 1579 y 1580.

## Inicio y término
Este extenso canal comienza con la angostura Guía en 50°44′00″S 74°31′30″O / -50.73333, -74.52500 y termina en el extremo sur del paso Victoria en 52°02′50″S 73°46′00″O / -52.04722, -73.76667 punto en que se une al canal Smyth.
Las primeras 65 millas marinas corren en dirección general SSE entre tierra firme por el este y las islas Esperanza, Vancouver y Piazzi por su lado hacia el océano Pacífico. Luego dobla abruptamente hacia el E por aproximadamente 4 millas marinas tomando el nombre de paso Farquhar, empalmando con el estrecho Collingwood por unas 8 millas marinas retomando la dirección SSE y terminando en el paso Victoria, canal de 5 millas de largo que lo une al canal Smyth.

## Orografía
Las islas que delimitan el canal son elevadas con cumbres que alcanzan los 457 metros. En isla Esperanza hay una cadena de cerros de altura variable entre 300 y 1.067 metros. Al oriente del estrecho Collingwood se levanta la cordillera Sarmiento totalmente cubierta de hielo y nieve y de la cual se desprenden imponentes glaciares. En sus costas se encuentran varias bahías que sirven de fondeaderos para cualquier tipo de nave.

## Corrientes de marea
En la parte norte del canal se pueden encontrar témpanos a la deriva especialmente en el mes de septiembre. Las corrientes son regulares y débiles.

## Señalización marítima
En su ruta existen varios faros como ayuda a la navegación. Se encuentra el casco náufrago del ex vapor chileno “Maule”. Existen instrucciones especiales para la navegación del canal de manera que dos naves no se crucen en sus pasos.